# Cool (гурт)
Cool (кор. 쿨) — колишній південнокорейський гурт, що дебютував в 1994 році.

## Історія
У запису першого альбому брали участь четверо учасників — Кім Сон Су, Лі Чже Хун, Ю Чхе Йон і Чхве Чжун Мьон, але з другого альбому Ю Чхе Йон і Чхве Чжун Мьон покинули гурт, а до гурту приєдналася учасниця Юрі. Далі гурт вів діяльність у складі з трьох осіб.
Співочі навички Лі Чже Хуна, веселі пісні та образи учасників допомогли гурти набрати популярність. Пісні Cool були простими та легкими для співу, тому вони легко полюбилися широкій публіці. Їхні пісні часто були одними з найпопулярніших у корейському караоке.
Гурт виконував переважно танцювальну музику та балади. У 2002 році вони отримали нагороду «Золотий диск» за свій сьомий альбом як найбільш продаваний альбом року.
2 серпня 2005 року гурт оголосив про розпуск, але 25 липня 2008 року вони знову почали діяльність після випуску альбому 10.5 I Want to Love. Влітку 2009 року вийшов 11-й альбом гурту. У 2014 році вони відсвяткували 20-ту річницю.

## Дискографія

### Студійні альбоми
| # [a]                                                                            | Назва                                        | Деталі альбому                                                          | Пікові позиції у чартах | Продажі                   |
| # [a]                                                                            | Назва                                        | Деталі альбому                                                          | KOR                     | Продажі                   |
| -------------------------------------------------------------------------------- | -------------------------------------------- | ----------------------------------------------------------------------- | ----------------------- | ------------------------- |
| 1                                                                                | The Reason I Wanted You (너이길 원했던 이유) | - Реліз: 1 липня 1994 - Лейбл: Genie Music                              | Н/Д                     | Н/Д                       |
| 2                                                                                | The [Ku: l]: Love Is…, Waiting               | - Реліз: 1 жовтня 1995 - Лейбл: Genie Music                             | Н/Д                     | Н/Д                       |
| 3                                                                                | Destined For The Best                        | - Реліз: 1 листопада 1996 - Лейбл: Genie Music                          | Н/Д                     | Н/Д                       |
| 3.5                                                                              | Summer Story                                 | - Реліз: 1 липня 1997 - Лейбл: Genie Music                              | Н/Д                     | Н/Д                       |
| 4                                                                                | Sorrow                                       | - Реліз: 1 квітня 1998 - Лейбл: Samsung - Формат: CD, касета            | Н/Д                     | - Південна Корея: 789,016 |
| 4.5                                                                              | Misery                                       | - Реліз: 23 січня 1999 - Лейбл: Ono Entertainment - Формат: CD, касета  | 1                       | - Південна Корея: 339,570 |
| 5                                                                                | Cool 5                                       | - Реліз: 21 квітня 2000 - Лейбл: Ono Entertainment - Формат: CD, касета | 1                       | - Південна Корея: 680,294 |
| 6                                                                                | 6ix                                          | - Реліз: 4 липня 2001 - Лейбл: SM Entertainment - Формат: CD, касета    | 6                       | - Південна Корея: 582,584 |
| 6.5                                                                              | First Whisper                                | - Реліз: 6 грудня 2001 - Лейбл: SM Entertainment - Формат: CD, касета   | 2                       | - Південна Корея: 368,164 |
| 7                                                                                | 7even (Truth)                                | - Реліз: 4 липня 2002 - Лейбл: Ono Entertainment - Формат: CD, касета   | 1                       | - Південна Корея: 647,052 |
| 7.5                                                                              | Second Whisper                               | - Реліз: 3 грудня 2002 - Лейбл: Ono Entertainment - Формат: CD, касета  | 4                       | - Південна Корея: 317,815 |
| 8                                                                                | 8ight                                        | - Реліз: 4 липня 2003 - Лейбл: Genie Music - Формат: CD, касета         | —                       | Н/Д                       |
| 8.5                                                                              | Third Whisper                                | - Реліз: 18 грудня 2003 - Лейбл: Genie Music - Формат: CD, касета       | —                       | Н/Д                       |
| 9                                                                                | Let's See What's Happening Now               | - Реліз: 14 липня 2004 - Лейбл: Sky Entertainment - Формат: CD, касета  | 2                       | - Південна Корея: 93,304  |
| 10                                                                               | Forever                                      | - Реліз: 14 липня 2005 - Лейбл: Sky Entertainment - Формат: CD, касета  | 1                       | - Південна Корея: 52,745  |
| 10.5                                                                             | Cool Returns                                 | - Реліз: 25 липня 2008 - Лейбл: Cool Music - Формат: CD                 | 6                       | - Південна Корея: 20,193  |
| 11                                                                               | Cool 11                                      | - Реліз: 10 липня 2009 - Лейбл: Cool Music - Формат: CD                 | 8                       | Н/Д                       |
| «—» релізи, що не потрапили у чарти або не були випущені у відповідних регіонах. |                                              |                                                                         |                         |                           |

## Нагороди та номінації
| Нагорода                        | Рік  | Категорія                    | Номінант              | Результат | Прим.  |
| ------------------------------- | ---- | ---------------------------- | --------------------- | --------- | ------ |
| Golden Disc Awards              | 1998 | SKC Popularity Award         | Sorrow                | Перемога  | [ 13 ] |
| Golden Disc Awards              | 2001 | Album Bonsang (Main Prize)   | 6ix                   | Перемога  | [ 14 ] |
| Golden Disc Awards              | 2001 | Album Daesang (Grand Prize)  | 6ix                   | Номінація | [ 14 ] |
| Golden Disc Awards              | 2002 | Album Bonsang (Main Prize)   | 7even (Truth)         | Перемога  | [ 15 ] |
| Golden Disc Awards              | 2002 | Album Daesang (Grand Prize)  | 7even (Truth)         | Перемога  | [ 15 ] |
| Golden Disc Awards              | 2003 | Album Bonsang (Main Prize)   | 8ight                 | Перемога  | [ 16 ] |
| Golden Disc Awards              | 2003 | Album Daesang (Grand Prize)  | 8ight                 | Номінація | [ 16 ] |
| KBS Music Awards                | 1997 | Singer of the Year (Bonsang) | Cool                  | Перемога  |        |
| KBS Music Awards                | 1998 | Singer of the Year (Bonsang) | Cool                  | Перемога  |        |
| KBS Music Awards                | 2002 | Singer of the Year (Bonsang) | Cool                  | Перемога  |        |
| Korea Entertainment Arts Awards | 1999 | Youth Mixed Singer Award     | Cool                  | Перемога  |        |
| Mnet Asian Music Awards         | 2002 | Best Mixed Group             | «Truth»               | Номінація | [ 17 ] |
| Mnet Asian Music Awards         | 2009 | Best Mixed Group             | «Reporting Reporting» | Номінація | [ 18 ] |
| SBS Gayo Daejeon                | 1997 | Main Prize (Bonsang)         | Cool                  | Перемога  |        |
| SBS Gayo Daejeon                | 1998 | Main Prize (Bonsang)         | Cool                  | Перемога  |        |
| SBS Gayo Daejeon                | 2001 | Main Prize (Bonsang)         | Cool                  | Перемога  |        |
| SBS Gayo Daejeon                | 2002 | Main Prize (Bonsang)         | Cool                  | Перемога  | [ 19 ] |

## Нотатки
- ↑  Більшість альбомів у чартах позначається за номером, а не за назвою згідно Музичній Асоціації Південної Кореї.